# 弗拉芒运动

弗拉芒旗帜

弗拉芒運動（荷蘭語：Vlaamse Beweging）是比利時佛兰德地区的政治運動，主張增加自主權或獨立，保護荷蘭語及所有弗拉芒文化、歷史。

## 政策
弗拉芒溫和派政治運動在很長一段時間由支配人民聯盟（Volksunie）領導，人民聯盟從1954年開始直到2002年，極大地推進弗拉芒獨立，但強硬派嚴厲批評其政策過於寬鬆。人民聯盟崩潰後，人民聯盟代表由其他各黨吸收。今天，幾乎所有的法蘭德斯政黨（除了弗拉芒利益黨）被認為是法蘭德斯溫和派的一部分。
法蘭德斯強硬派運動由激進右翼組織弗拉芒利益黨，民族主義學生聯盟（Nationalistische Studentenvereniging）和其他幾個政黨領導。左翼最激進的政黨是法蘭德斯社會主義運動。右翼也包括一些溫和政黨，如新法蘭德斯聯盟。

## 現況
比利時有越來越多荷蘭語區已成為法語地區，尤其是布魯塞爾。政府每十年統計荷蘭語和法語人口，顯示法語人口更多。布魯塞爾被承認為一個獨立雙語區，而法蘭德斯和瓦隆則保持單語地區。法語人口還要求，法語或荷蘭語人口超過30％的特定區域; 必須設置語言設施。法語人口將語言的設施視為一項既得權利，雖然這是違憲行為 。法語人口在這些地區（主要布魯塞爾附近）並沒有下降，越來越多的比利時人開始使用法語，即使他們居住於弗拉芒區。這種情況由於法語學校缺乏荷蘭語課程而愈演愈烈。